# Otto-Roelen-Medaille
Die Otto-Roelen-Medaille wird vom Chemieunternehmen Oxea gestiftet und von einem Expertengremium der DECHEMA verliehen. Sie würdigt besondere Leistungen im Bereich der Katalyse-Forschung. Der Preis ist mit 5000 € dotiert. Der Preis geht zurück auf Otto Roelen, den Entdecker der Hydroformylierung.

## Preisträger
- 1997 Matthias Beller, Institut für Organische Katalyseforschung an der Universität Rostock e. V.
- 1999 Richard W. Fischer, Celanese Deutschland GmbH, und Fritz Kühn, TU München
- 2001 Walter Leitner, Max-Planck-Institut für Kohlenforschung, Mülheim
- 2003 Stefan Mecking, Albert-Ludwigs-Universität Freiburg
- 2005 Kay Severin, Ecole Polytechnique Fédérale de Lausanne
- 2010 Michael Buchmeiser, Universität Stuttgart
- 2012 Javier Pérez-Ramírez, ETH Zürich
- 2013 Boy Cornils, Bochum
- 2014 Harald Gröger, Universität Bielefeld
- 2016 Peter Strasser, Technische Universität Berlin
- 2018 Charlotte K. Williams, Oxford University
- 2020 Frank Glorius, Westfälische Wilhelms-Universität Münster
- 2022 Robert Franke, Evonik
- 2024 Lutz Ackermann, Georg-August-Universität Göttingen[1]